# Karl Friedrich Stäudlin

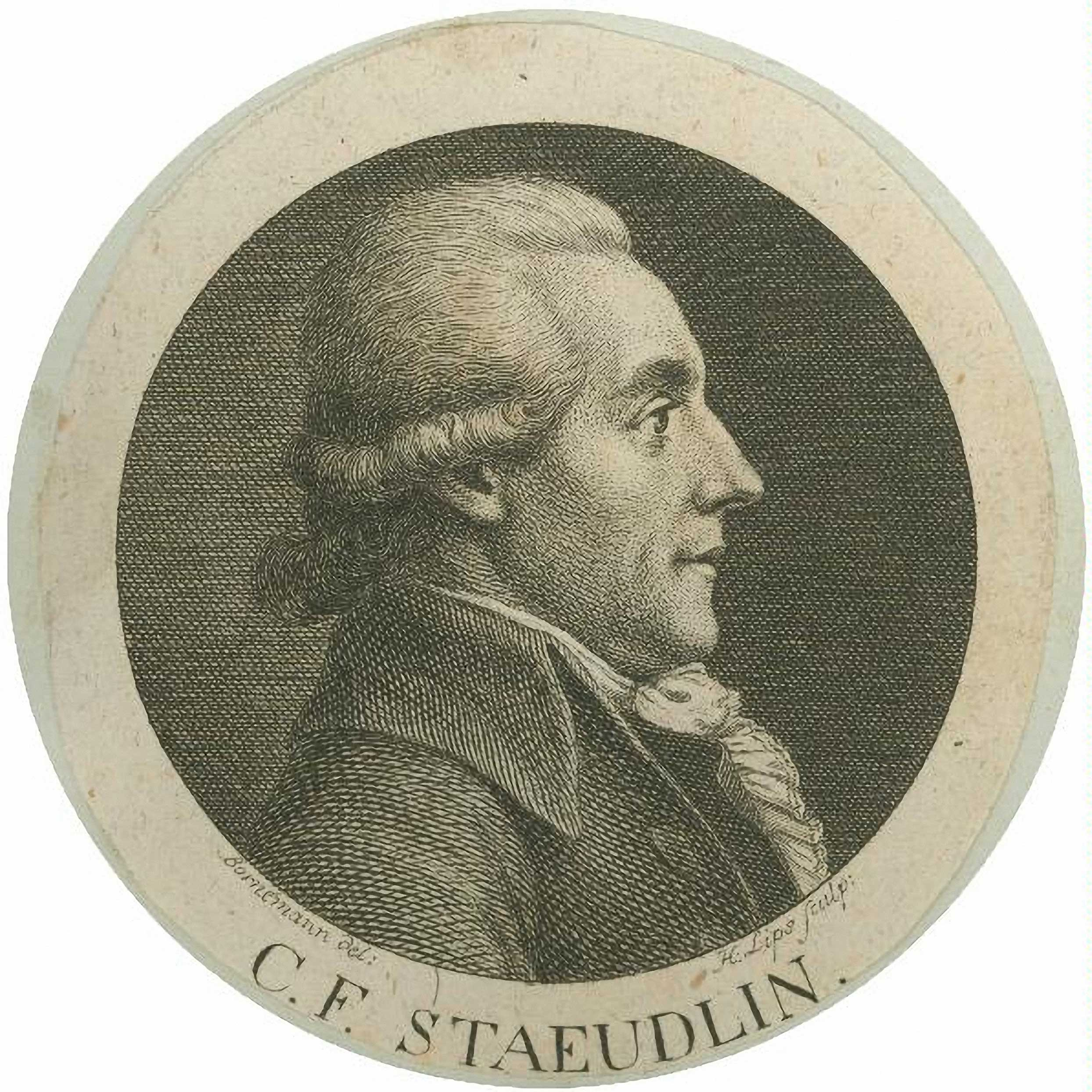
Carl Friedrich Stäudlin

Karl Friedrich Stäudlin, auch Carl Friedrich Stäudlin (* 25. Juli 1761 in Stuttgart; † 5. Juli 1826 in Göttingen) war ein deutscher evangelisch-lutherischer Theologe und jüngerer Bruder des Dichters Gotthold Friedrich Stäudlin.

## Leben
Der Sohn eines Regierungsrates hatte den ersten Unterricht am Gymnasium seiner Vaterstadt absolviert. Durch die in der Familie üblichen Erbauungsstunden, durch die Vorbereitung zur Konfirmation und durch das Lesen der Schriften von Christian Fürchtegott Gellert, Friedrich Gottlieb Klopstock, Johann Caspar Lavater, Johann Friedrich Wilhelm Jerusalem und Johann Andreas Cramer entwickelte sich sein religiöses Gefühl. Ohne früher Neigung zur Theologie empfunden zu haben, wählte er mit Zustimmung seines Vaters dieses Studium. Er empfing Unterricht im Hebräischen und entwickelte in dieser Sprache einen großen Fleiß.
1779 war Stäudlin in das Evangelische Stift Tübingen aufgenommen worden, wo er fünf Jahre hindurch die gewöhnlichen Übungen und Prüfungen durchlief. Von den philosophischen Studien, die er anfangs verfolgt hatte, wandte er sich ab und ging zur Theologie über. In den orientalischen Sprachen, der biblischen Exegese und Kritik wurden Gottlob Christian Storr und Christian Friedrich Schnurrer seine Hauptlehrer. Die Lektüre von Christoph Meiners Schriften weckte in ihm den Drang, sich näher mit der Philosophie zu beschäftigen. Jedoch wirkte dieses Studium sich negativ auf seinen Gemütszustand aus. Er versank in bange Zweifel und war irritiert von seinen wichtigsten religiösen Überzeugungen.
Schon damals beschäftigte ihn die in späten Jahren realisierte Idee, eine Geschichte des Skeptizismus zu schreiben. Durch Verteidigung einer von Christian Friedrich Rösler verfassten Dissertation de originibus philosophiae ecclesiasticae erlangte Stäudlin 1781 die Magisterwürde der Philosophie. Nachdem er unter Ludwig Josef Uhlands Vorsitz über dessen 1784 verfasste Dissertation in vaticinium Haggaei 2, 1–9 disputiert hatte, bestand er sein theologisches Examen im Konsistorium in Stuttgart. Dort übte Stäudlin im elterlichen Hause untergebracht das Predigen.
Auch sein erster schriftstellerischer Versuch fällt in jene Zeit. Er übersetzte das Buch Hosea mit Einleitung und Kommentar. Während der Ausarbeitung erweiterte er seine Arbeiten. So entstanden 1785 die mit seinem Freund Karl Philipp Conz herausgegebenen „Beiträge zur Erläuterung der biblischen Propheten und zur Geschichte ihrer Auslegung“. Außer dem Hosea lieferte Stäudlin in dieser Schrift, auf deren ersten Teil kein zweiter folgte, noch Abhandlungen über die Allegationen des Hosea im Neuen Testament, über die dogmatischen Beweisstellen in den Propheten und über die Grundsätze des Clemens von Alexandria über die Weissagungen, besonders die hebräischen.
Diese literarischen Arbeiten wurden durch eine in den Jahren 1786 bis 1790 unternommene Reise durch Deutschland, die Schweiz, Frankreich und England unterbrochen. In England besuchte er London, Oxford, Bristol und Bath. Am längsten hielt er sich in London auf, wo ihn 1790 ein Ruf an die Universität Göttingen überraschte. Er wurde schließlich in Göttingen, als Nachfolger für den verstorbenen Johann Peter Miller, ordentlicher Professor der Theologie. Jedoch traf ihn dort das Schicksal, beneidet, verleumdet, verfolgt zu werden. Dennoch verlor er darüber nicht das Ziel aus den Augen, mit möglichster Anstrengung seines Verstandes an der fortschreitenden Bildung seiner selbst und der in Göttingen studierenden Jugend zu arbeiten.
Seine Liebe für Religion und Christentum hob seinen sinkenden Mut bei den Stürmen und Erschütterungen, von denen die Theologie und Kirche immer mehr bedrängt wurden. Nachdem er in die dritte und zweite Stelle in der theologischen Fakultät aufgerückt war, erhielt er 1792 den akademischen Grad eines Doktors der Theologie und 1797 von der Königlichen Hannoverschen Regierung den Auftrag, gelegentlich in der Universitätskirche zu predigen. 1803 erhielt Stäudlin den Charakter eines Konsistorialrats und 1804, bei Ablehnung eines Rufs an die Universität Jena zum zweiten Professor der Theologie, eine bedeutende Gehaltszulage.
Seitdem wirkte er einige Jahre lang als akademischer Dozent und als theologischer Schriftsteller. Durch wiederholte Reisen, die er in den Ferien zu unternehmen pflegte, hatte er seine Gesundheit gestärkt. Erst im höheren Alter spürte er die Abnahme seiner Kräfte. In den letzten Tagen seines Lebens beschäftigte er sich mit einer Geschichte der hebräischen Poesie, bei welcher er ähnliche Arbeiten seiner Vorgänger, wie Robert Lowts (1710–1787) und Johann Gottfried Herder, gern verwendete. Diese Arbeit unterbrach sein Tod, dessen Ursache eine Verengung des Magenmundes war.

## Wirken
Stäudlin gehörte zu den Männern, die es nie vergessen, dass alles menschliche Wissen nur Stückwerk ist. Nie suchte er sich hervorzutun, wo es um die Mitteilung seiner eigenen Ansichten ging, in seinen Vorlesungen über Dogmatik, Dogmengeschichte, Moral und Kirchengeschichte. In früheren Jahren hatte Stäudlin auch über das gesamte Neue Testament, über die Hauptbücher des Alten Testaments und die Einleitung in die kanonischen und apokryphischen Bücher des Alten und Neuen Testaments gelesen.
In rastloser Tätigkeit hatte er wenige seines Gleichen. Er arbeitete leicht und schnell, und sein heller Blick wies ihm bald das Rechte. Ohne sich genau auf seinen Vortrag vorbereitet zu haben, betrat er nicht das Katheder. Der Würde seiner Wissenschaft vergab er nie etwas und hütete sich, die große ernste Sache Gottes und des Heilandes durch Witz oder Scherz zu entheiligen. Sein Vortrag erleuchtete und erwärmte zugleich. Stäudlins religiöses Denken fühlte den Drang nach neuen Aufschlüssen, neuen Erfahrungen, neuen Beweisen für die Göttlichkeit des Christentums. Sein ganzes Leben zeugte von seinem christlichen Sinn. Mit Schonung und Milde behandelte er selbst seine heftigsten Gegner, und Gelassenheit sowie Geduld, die ihn stets begleitet hatten, verließen ihn auch nicht in seinen letzten Leiden, die er mit stiller Resignation ertrug.
Groß und vielseitig waren die Verdienste, welche sich Stäudlin als Schriftsteller um die theologische Literatur erwarb. Manche schätzbare Abhandlungen exegetischen, kirchenhistorischen und kritischen Inhalts legte Stäudlin vor, wobei er sehr viel Scharfsinn zeigte. Die Prinzipien der kritischen Philosophie, denen Stäudlin in der Moral gefolgt war, hielt er für unzureichend zur Begründung der Religion, und gestattete ihnen daher im Wesentlichen keinen Einfluss auf seine Darstellung der Dogmatik. Überzeugt von der Unvereinbarkeit des Rationalismus mit dem Wesen des Christentums, als einer göttlichen Offenbarung, glaubte Stäudlin, das Unhaltbare der bloßen Verstandesansicht vom Christentum nicht besser darstellen zu können, als wenn er ihre historischen Verknüpfungen nachwies und ihre mannigfachen Modifikationen näher bestimmte.
So beschäftigte sich Stäudlin mit der Idee einer allgemeinen Geschichte aller Religionen. Nicht eine Geschichte der theologischen Literatur wollte Stäudlin schreiben, wie ein Rezensent in der Jenaischen Literaturzeitung irrig annahm, sondern eine Geschichte der Versuche, aus den einzelnen Zweigen des theologischen Wissens ein zusammenhängendes Ganzes zu bilden, und der Schriften, die, wenn sie auch nicht das Ganze der theologischen Wissenschaft umfassten, doch darauf entschiedenen Einfluss gehabt hatten. Aus mehreren litterarischen Arbeiten geht hervor, dass seine schriftstellerische Tätigkeit, so ausgebreitet und mannigfaltig sie war, fast immer in Verbindung stand mit den Bedürfnissen und Regungen der Zeit. So hinterließ er als Vertreter des Rationalistischen Supranaturalismus seine Spuren.

## Werke
- Beiträge zur Erläuterung der biblischen Propheten und zur Geschichte ihrer Auslegung. 1. Teil Tübingen 1785
- Progr. de fontibus Epistolarum catholicarum, inprimis de allegationibus, quae in iis depreheaduntur. Göttingen, 1790
- Incitatio ad audiendam orationem professionis theologiae ord. in Academia Georg. Aug. Göttingen 1790
- Neue Beiträge zur Erläuterung der biblischen Propheten. Göttingen 1791 (Online)
- Ideen zur Critik des Systems der christlichen Religion. Göttingen 1791 (Online)
- J. D. Michaelis Moral, herausgegeben und mit der christlichen Sittenlehre begleitet. Göttingen 1792, 2. Teile
- Progr. Doctrina de futura corporum exanimatorum instauratione ante Christum historia. Göttingen 1792
- Progr. Narratio de Keppleri theologia et religione. Göttingen, 1793,
- Progr. Theologiae moralis Ebraeorum ante Christum historis. Göttingen 1794
- Progr. de mortis Jesu consilio et gravitate. Göttingen, 1794
- Geschichte und Geist des Skepticismus, vorzüglich in Rücksicht auf Moral und Religion. Leipzig, 1794, 2 Bde., 1. Bd., (Bayerische StaatsbibliothekGoogle Books); 2. Bd. (Bayerische StaatsbibliothekGoogle Books)
- Göttingische Bibliothek der neusten theologischen Literatur. Göttingen 1794–1799, 4. Bde.; 5. Band 1. und 2. Stück Celle 1800–1801,
- Progr. Commentationis de notione ecclesiae et historiae ecclesiasticae Particula I. Göttingen, 1795
- Progr. de patrum ecclesiae doctrina morali. Göttingen, 1796
- Progr. de religione naturali publica. Göttingen, 1796
- Progr. Commentationes de legis Mosaicae momento et ingenio, collectione et effectibus. P. I et II.  Göttingen 1796–1797
- Beiträge zur Philosophie und Geschichte der Religions- und Sittenlehre überhaupt und der verschiedenen Glaubensarten und Kirchen insbesondere. Lübeck, 1797–1799, 5. Bde.  1. Bd. (Online)
- Unsterblichkeit und öffentlicher Gottesdienst, Predigten in der Universitätskirche zu Göttingen gehalten. Göttingen 1797 (Online)
- Progr. de prophetarum Ebraeorum doctrina morali. Göttingen, 1798
- Grundriß der Tugend- und Religionslehre zu academischen Vorlesungen für zukünftige Lehrer in der christlichen Kirche. Göttingen 1798–1800, 2. Teile, 2. Teil (Online), 1801, 1809, 1822
- Geschichte der Sittenlehre Jesu. Göttingen 1799–1823 4. Bde.  Bd. 2, (Online)
- Prolusio, qua auctor ipse philosophiae criticae a suspicione atheismi vindicatur.  Göttingen, 1799
- Grundsätze der Moral zu academischen Vorlesungen für zukünftige Lehrer in der christlichen Kirche. Göttingen 1800
- Progr. Commentatio de Scriptis patrum, quos vocant apostolicorum veris et supposititiis, historiae disciplinae morum christianae antiquioris fontibus et documentis insiignibus. Göttingen, 1800
- Prolusio. qua antiqua interpretatio loci Actor. 2, 1-13 vindicatur. Göttingen, 1801
- Lehrbuch der Dogmatik und Dogmengeschichte. Göttingen, 1801, (Online); 3. Aufl. 1809, (Online);
- Magazin für Religions-, Moral und Kirchengeschichte. Göttingen 1801–1806 4. Bde.
- Progr. Apologiae pro Julio Caesare Vanino, Neapolitano, notis et accessionibus auctions, ab ipso auctore Arpio exaratae, sed nondum in lucem publicam emissae Specimen I — III. Göttingen 1802–1804
- Kirchliche Geographie und Statistik. Tübingen, 1804, (Online), 2. Teil, Tübingen, 1804, (Online)
- Geschichte der Literatur von ihrem Anfang bis auf die neuesten Zeiten. 1805–1807, 4. Bde., 1. Bd. (Online); 2. Bd., (Online), 4. Bd., (Online)
- Von dem Zustande der Protestanten in Ungarn unter der Regierung des Kaisers und Königs Franz II. Herausgegeben usw. Göttingen 1805
- Geschichte der philosophischen ebräischen und christlichen Moral im Grundrisse. Hannover 1806
- Prolusionis, qua pericopae de adultera Joh. 7, 53. 8, 11. veritas et authentia defenditur, particula prior et posterior.  Göttingen 1806
- Universalgeschichte der christlichen Kirche. Hannover 1806 (Online), 1816 (Online), 1821, 1825, 1833 (Online)
- Progr. de interpretatione librorum N. T. historica non unice vera. Göttingen 1807
- Progr. de Joannis Valentini Andreae, Theologi olim Wirtembergensis, consilio et doctrina morali. Göttingen 1808
- Geschichte der christlichen Moral seit dem Wiederaufleben der Wissenschaften. Göttingen 1808 (Online)
- Progr. de religionis Lamaicae cum Christiana cognatione. Göttingen, 1808
- Progr. de Facultate theologica in universitatibus literariis. Göttingen, 1809
- Progr. De corona papali. Göttingen, 1810
- Geschichte der theologischen Wissenschaften seit der Ausbreitung der alten Literatur. Göttingen 1810–1811, 2. Teile (auch unter dem Titel: J. G. Eichhorn’s Geschichte der Literatur von ihrem Anfange bis auf die neusten Zeiten. 6. Bd. 1. U. 2. Abt.) 1. Teil, (Online); 2. Teil, (Online)
- Progr. de usu vocis . . . in Novo Testamento. Göttingen 1811
- Neues Lehrbuch der Moral für Theologen, nebst Anleitung zur Geschichte der Moral und moralischen Dogmen. Göttingen 1813, 1817 (Online), 1825
- Archiv für alte und neue Kirchengeschichte. Leipzig 1813–1820 4. Bde. (gemeinsam mit Heinrich Gottlieb Tzschirner herausgegeben) 1 Bd., 1813, (Online);
- Progr. Annuntiatur editio libri Berengarii Turonensis adversus Lanfrancum. simul oranino de scriptis ejus aeitur. Göttingen 1814
- Progr. Exhibetur Specimen libri inediti Berengarii Turoueusis adversus Lanfrancum. Göttingen 1815
- Predigt zur akademischen Feier des Reformations-Jubelfestes, am 1. November 1817 in der Johanniskirche zu Göttingen gehalten. Göttingen 1818
- Allgemeine Kirchengeschichte von Großbritannien. Göttingen 1819
- Progr. de philosophiae Platonicae cum doctrina religionis Judaica et Christiana cognatione. Göttingen 1819
- Lehrbuch der Encyclopedie, Methodologie und Geschichte der theologischen Wissenschaften. Hannover 1821
- Progr. Liber Berengarii de sacra coena adversus Lanfrancum ex codice manuscripto Guelpherbitano editus. Pars I und  II Göttingen 1821–1822
- Geschichte der Moralphilosophie. Hannover 1822 (Online)
- Kirchenhistorisches Archiv. 1. Bd. 1–4. Heft Halle 1823
- Geschichte der Vorstellungen von der Sittlichkeit der Schauspiele. Göttingen 1823 (Online)
- Geschichte und Vorstellungen der Lehre vom Selbstmorde. Göttingen 1824, (Online)
- Geschichte der Lehre vom Eide. Göttingen 1824 (Online)
- Geschichte der Vorstellungen und Lehren von dem Gebete. Göttingen, 1824, (Online)
- Geschichte der Lehre vom Gewissen. Halle, 1824, (Online)
- Jesus der göttliche Prophet. Ein Beitrag zur Apologetik. Göttingen 1824 (Online)
- Geschichte der Vorstellungen und Lehren von der Ehe. Göttingen 1826 (Online)
- Geschichte und Literatur der Kirchengeschichte. Hannover 1827 (Online)
- Geschichte der Lehre von der Freundschaft. Hannover 1826, (Online)
- Lehrbuch der practischen Einleitung in alle Bücher der heiligen Schrift. Göttingen 1826 (Online)
- Geschichte des Rationalismus und Supernaturalismus, vornehmlich in Beziehung auf das Christenthum. Nebst ungedruckten Briefen von Kant. Göttingen 1826 (Online)